# Catalina Sojos
Catalina Sojos Mata (Cuenca, 16 de abril de 1951) es una escritora y columnista ecuatoriana. Su obra también abarca literatura infantil y ha sido traducida a varios idiomas, entre ellos, inglés, italiano y francés.

## Biografía
Estuvo ligada a la cultura desde su infancia pues cuando tenía 6 años ya recitaba.
Sus trabajos poéticos han abordado el erotismo, el existencialismo y lo urbano, resaltando especialmente a su ciudad, Cuenca. También ha hecho poesía de identidad, de patrimonio y textos de literatura infantil.
Representó al país en las Jornadas Hispanoamericanas Culturales, en Madrid, España, en 1992.
Juan Valdano, crítico y escritor, calificó a la poesía de Sojos como "visual y cálida;  honda, íntima y suya"
Sus padres son el Dr. Francisco Sojos Jaramillo y doña Beatriz Mata Ordónez. Es la menor de cuatro hermanos.
Está casada con el Dr. Enrique Martínez Vásquez, con quien procreó tres hijos: María del Carmen, Mónica Alexandra y Andrés. En una entrevista con diario El Tiempo dijo que desde los 17 años se dedicó íntegramente a su hogar, pero que aun así encontraba tiempo para escribir. Fue así que su primera obra, Hojas de poesía, la publicó a los 37 años.

## Obras
- Hojas de poesía. Departamento Cultural de la Cruz Roja del Azuay, Cuenca, 1989.
- Fuego, Casa de la Cultura Ecuatoriana Benjamín Carrión, Núcleo del Azuay, Cuenca, 1990.
- Tréboles marcados Abrapalabra editores, Quito, 1991.[8]
- Cantos de piedra y agua, Editorial Báez Oquendo, Cuenca, 1999.[9]
- Láminas de la Memoria, 1999.
- El rincón del tambor (prosa poética), Universidad de Cuenca, Colección Triformidad, Cuenca, 2000.
- Brujillo, Universidad de Cuenca, 1997.[10]
- Escrito en Abril, 2009.[11]
- Antología Personal, 2010.
- Ecuador, Alfaguara, 2015.[12]

## Premios
- Premio Nacional de Poesía Gabriela Mistral, en 1989.
- Premio Jorge Carrera Andrade, en 1992 (otorgado por el Municipio de Quito).
- Condecoración “al Mérito Laboral”, en 2009 (otorgado por el Gobierno Nacional del Ecuador).